# Pocky and Rocky Reshrined
Pocky & Rocky Reshrined, connu sous le titre de KiKi KaiKai : Kuro Mantle no Nazo (奇々怪界　黒マントの謎) au Japon, est un jeu vidéo de shoot 'em up dont la sortie est prévue pour le 21 avril 2022 sur Nintendo Switch et PlayStation 4.
En septembre 2020, Taito annonce via l'évènement du Tokyo Game Show un nouveau jeu Pocky & Rocky pour la Nintendo Switch ainsi que la PlayStation 4 développé par Tengo Project,,. Une première date de sortie est annoncée en mars 2021 pour l'automne de la même année. Le jeu est finalement repoussé et l'éditeur Natsume-Atari annonce la sortie du jeu via Famitsu pour le 21 avril 2022 au Japon,. Une bande-annonce accompagne la date de sortie du jeu et dévoile que cinq personnages seront jouables : Pocky, Rocky, Ame no Uzume, Ikazuchi et Gozen Hotaru.